# Paul van Ostaijen

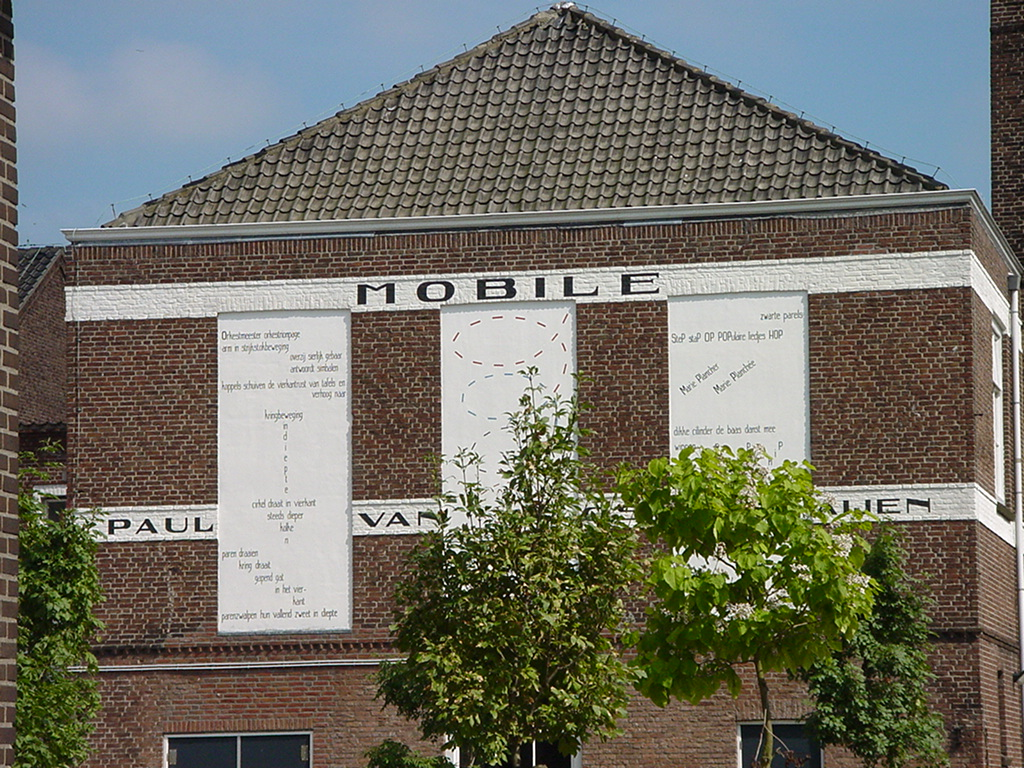
Dikten Mobile av Paul van Ostaijen som väggdikt i den holländska staden Leiden.

Paul van Ostaijen, född 22 februari 1896 i Antwerpen, död 18 mars 1928 i Miavoye-Anthée, var en belgisk poet.

## Liv och verk
Paul van Ostaijens modernistiska verk uppvisar en egensinnig och mångsidig expressionism, influerad av dadaism och tidig surrealism. Hans egna beteckningar lydde "dekadentism", "humanistisk expressionism", "typografisk expressionism" och "organisk expressionism".
Paul van Ostaijen var en övertygad flamländsk nationalist och aktivist inom Flamingant-rörelsen, vars mål var frigörelsen av det flamländska folket från den vallonska överhögheten. Efter första världskriget var han tvungen att fly till Berlin för en kort tid. Här lärde han känna expressionistiska och dadaistiska konstnärer och författare. Han råkade in i en djup själskris. 
Efter att ha återvänt till Belgien öppnade han i Brüssel ett konstgalleri. De första tecknen på tuberkulos började visa sig och han avled i denna sjukdom på ett sanatorium i Miavoye-Anthée i Ardennerna. Han är begravd på griftegården Schoonselhof i Antwerpen.
Till van Ostaijens ära finns hans dikt Mobile som väggdikt på Boerhaaveplein 44 i den holländska staden Leiden sedan 1995.

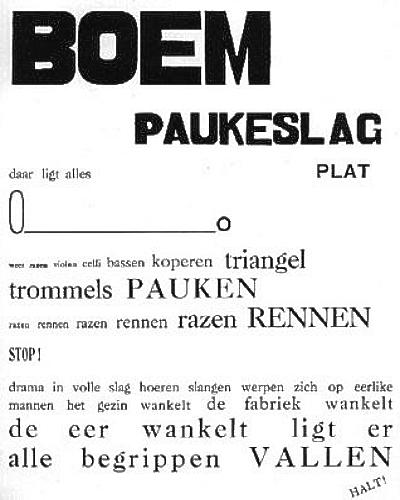
Boem paukeslag, ur samlingen Bezette Stad, är en av van Ostaijens mest kända dikter.

## Utmärkelser
Asteroiden 9748 van Ostaijen är uppkallad efter honom.

## Verkförteckning
- Music-Hall (1916)
- Het Sienjaal (1918)
- Bezette Stad (1921) Online (International Dada Archive)
- Feesten van Angst en Pijn (skriven 1921, postumt utgiven)
- De trust der vaderlandsliefde (1925)
- Het bordeel van Ika Loch (1926)
- Gebruiksaanwijzing der lyriek (1926)
- Nagelaten gedichten (1928)
- De bende van de stronk (1932)

## Verk i svensk översättning
- Music Hall, dikter i urval och svensk tolkning av Ronney Henningsson (ellerströms, 2008)